# Capinha
Capinha ist eine Gemeinde (Freguesia) im portugiesischen Kreis Fundão. In ihr leben 411 Einwohner (Stand 19. April 2021).
Beim Ort liegen eine achtbogige Römerbrücke und einige Brunnenhäuser.